# Suur Munamägi
Suur Munamägi é o ponto mais alto da Estónia e de toda a região Báltica, apesar de apenas ter uma altitude de 318 metros acima do nível médio da água do mar. Está situado no sudeste do país. O seu nome significa "Monte do Grande Ovo".
Sobre esta colina construiu-se uma torre de observação com 29 m de altura, à qual se pode subir comprando um bilhete. A primeira torre de observação foi construída por volta de 1816 por Friedrich Georg Wilhelm von Struve como vértice geodésico. Do cimo podem-se observar panoramas para as regiões russas e letãs.